# Monticello (Mississippi)
Pour les articles homonymes, voir Monticello (homonymie).
La ville de Monticello est le siège du comté de Lawrence, situé dans l'État du Mississippi, aux États-Unis.